# Penichroa fasciata
Penichroa fasciata är en skalbaggsart som först beskrevs av Stephens 1831.  Penichroa fasciata ingår i släktet Penichroa och familjen långhorningar.
Artens utbredningsområde är:
- Corsica.
- Frankrike.
- Iran.
- Portugal.
- Turkmenistan.

Inga underarter finns listade i Catalogue of Life.